# Hiro Mizushima
Hiro Mizushima (水嶋 ヒロ  Mizushima Hiro?, n. 13 de abril de 1984) es un actor, productor, escritor modelo y director creativo  japonés. Su nombre real es Tomohiro Saitō (齋藤 智裕 Saitō Tomohiro). Además de ser el actor principal en el en la película Black Butler, también fue el coproductor y guionista, apareciendo acreditado como coproductor por su verdadero nombre.
En 2010, público su primera novela, Kagerou bajo el seudónimo de Satoshi Saitō (齋藤 智 Saitō Satoshi?).

## Carrera
Mizushima apareció por primera vez en la televisión japonesa en 2005, donde interpretó a Hiro Misawa, un personaje secundario en la segunda temporada de Gokusen. En el mismo año, hizo apariciones en dramas japoneses como Ame to Yume no Ato ni y obtuvo un pequeño papel en el drama de TBS, Brother Beat.
En 2006, obtuvo el papel principal en la serie Kamen Rider Kabuto, y en la película Kamen Rider Kabuto: God Speed Love.
A partir de 2007, comenzó a asumir papeles más importantes en producciones de mayor perfil, como el papel secundario de Minami Nanba en Hanazakari no Kimitachi e y el papel principal de Soshi Asamoto en Zettai Kareshi en 2008. Ambos dramas estaban entre los dramas más populares de Japón en el momento de su emisión. También proporcionó la voz de Bruce Banner en el doblaje japonés de The Incredible Hulk. Tomó el papel de Jiro Mori en la serie de televisión de 2008, Room of King.
En 2009, protagonizó el drama Mei-chan no Shitsuji como Rihito Shibata, un mayordomo perfecto. En el mismo año, consiguió el papel de Toranosuke Hayashida en el drama Mr. Brain en el que interpretaba a un asistente de detective. Más tarde ese año, protagonizó junto a Shun Oguri el drama Tokyo Dogs, interpretando a un detective que es un experto en peleas sangrientas debido a sus primeros días como delincuente. También protagonizó la película Drop en el mismo año en el papel de Tatsuya Iguchi, un estudiante de secundaria que pertenecía a una pandilla de delincuentes.
En 2010, obtuvo el papel de Ryusuke Minami en la película Beck, en la que una vez más actuó junto a su coestrella en Mei-chan no Shitsuji, Takeru Sato.
En septiembre de 2010, dejó su agencia de talentos, Ken-On, para crear una agencia independiente propia llamada A stAtion. Varias semanas después, el 31 de octubre de 2010, se anunció que Mizushima había ganado el quinto Popular Publishing Grand Prize por ficción y un premio en efectivo de 20 millones de yenes por su trabajo debut, titulado Kagerou, escrito bajo el seudónimo Satoshi Saitō (齋藤 智 Saitō Satoshi?) pero decidió rechazar el premio en metálico de 20 millones de yenes. El libro fue publicado en diciembre de 2010. En los dos años y medio de las listas de libros de Oricon, Kagerou registró la tercera mejor venta de la primera semana, detrás de Harry Potter y las Reliquias de la Muerte (1.191 millones) de J. K. Rowling y 1Q84 Book 3 (398,000) de Haruki Murakami.
En 2014, interpretó a Sebastian Michaelis en la película Black Butler, en la que también se desempeña como coguionista y coproductor. La película se proyectará en el Festival de Cine Japonés de Toronto y en el Festival Internacional de Cine Fantástico de Bruselas 2014.
En agosto de 2015, fue elegido para participar en la quinta temporada de la serie de HBO, Girls, emitida en 2016, siendo su primera aparición en la televisión internacional.

## Vida personal
Hiro domina tanto el inglés como el japonés. Durante sus años de primaria, estudió en una escuela internacional de Zúrich, en Suiza. Aunque para él, sus años en la escuela no fueron buenos, ya que fue intimidado y discriminado. Cuando regresó a Japón, asistió a la escuela secundaria y al instituto de Toin Gakuen, y perteneció al club de fútbol de la escuela. En el duodécimo grado, fue uno de los centrocampistas regulares en el 81st All Japan High School Soccer Tournament.
Se graduó de la Universidad de Keiō con una licenciatura en Información Ambiental.
El 22 de febrero de 2009, se casó con la cantautora Ayaka. En diciembre de 2014, ambos confirmaron que su esposa estaba en la dulce espera. En junio de 2015, nació su primer bebé, una niña.

## Filmografía

### Televisión
| Año  | Título                                       | Personajes                  | Cadena   | Notas          |
| ---- | -------------------------------------------- | --------------------------- | -------- | -------------- |
| 2005 | Gokusen (segunda temporada)                  | Hiro Misawa                 | NTV      |                |
| 2005 | Ame to Yume no Ato ni                        |                             | TV Asahi | Episodio 7     |
| 2005 | Brother Beat                                 | Yoshi                       | TBS      |                |
| 2005 | Pink no Idenshi                              | Ikushima Mizuki             | TV Tokyo | Episodio 3     |
| 2006 | Kamen Rider Kabuto                           | Souji Tendou/Souji Kusakabe | TV Asahi |                |
| 2007 | Kanojo to no Tadashii Asobikata              | Kyoji Fujiki                | TV Asahi |                |
| 2007 | Watashitachi no Kyokasho                     | Yahata Daisuke              | Fuji TV  |                |
| 2007 | Hanazakari no Kimitachi e                    | Nanba Minami                | Fuji TV  |                |
| 2007 | Gutannubo (Gout Temps Nouveau) Drama Special |                             | Fuji TV  |                |
| 2007 | Churaumi Kara no Nengajo                     | Kota Miyashita              | Fuji TV  |                |
| 2008 | Zettai Kareshi                               | Soshi Asamoto               | Fuji TV  |                |
| 2008 | Room of King                                 | Moriji/Jiro Mori            | Fuji TV  |                |
| 2008 | Hanazakari no Kimitachi e SP                 | Minami Nanba                | Fuji TV  |                |
| 2009 | Mei-chan no Shitsuji                         | Rihito Shibata              | Fuji TV  |                |
| 2009 | Zettai Kareshi SP                            | Soshi Asamoto               | Fuji TV  |                |
| 2009 | Mr. Brain                                    | Toranosuke Hayashida        | TBS      |                |
| 2009 | Tokyo Dogs                                   | Maruo Kudo                  | Fuji TV  |                |
| 2016 | Girls (quinta temporada)                     | Yoshi Kadokura              | HBO      | Episodios 3, 5 |

### Películas
| Año  | Título                             | Personajes          |
| ---- | ---------------------------------- | ------------------- |
| 2006 | Hatsukare                          | Ibushi              |
| 2006 | Lovely Complex                     | Ryoji Suzuki        |
| 2006 | Kamen Rider Kabuto: God Speed Love | Souji Tendou        |
| 2007 | Kanojo to no Tadashii Asobikata    | Takeshi Fujiki      |
| 2007 | 100 Scene no Koi                   | Yoji/Sota/Kazuya    |
| 2007 | GS Wonderland                      | Shun Masamiya       |
| 2009 | Drop                               | Tatsuya Iguchi      |
| 2010 | Beck                               | Ryūsuke Minami      |
| 2014 | Black Butler                       | Sebastian Michaelis |

## Libro
- Kagerou (2010)[2]

## Libro de fotos
- Hiro (enero de 2007)
- With You (noviembre de 2007)
- Hiromode (diciembre de 2008)
- Water Island: Peace (diciembre de 2009)

## Videos
- Silent Scream Girl Next Door - invitado y coguionista